# Microsoft Tablet PC

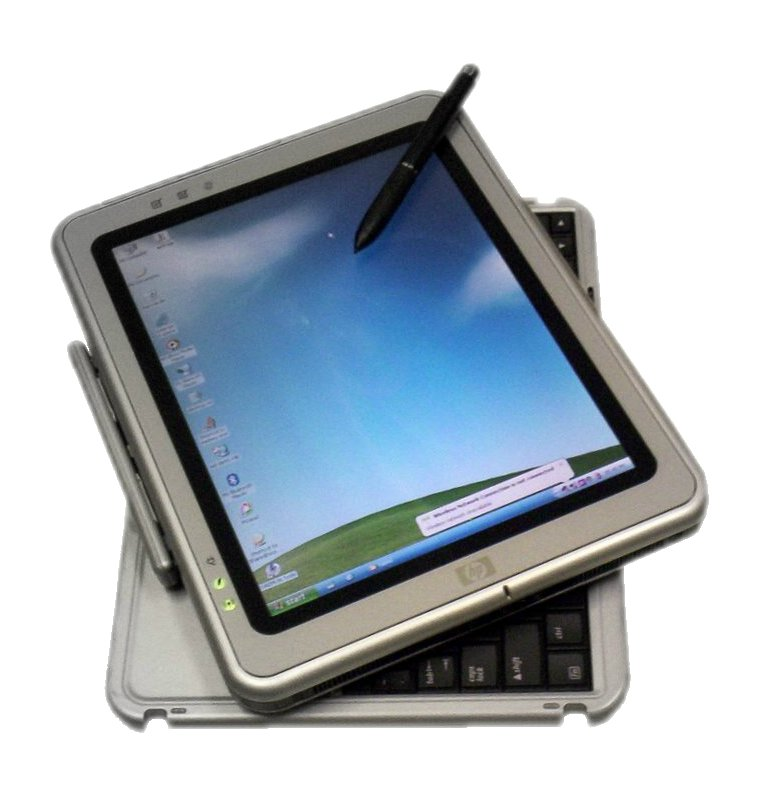
HP Compaq tablet PC con teclado extraíble/girable

Un Microsoft Tablet PC es un término creado por Microsoft en el año 2001, conforme a un conjunto de especificaciones anunciadas por Microsoft para una Computadora personal que ejecute una copia con licencia del Sistema operativo Windows XP Tablet PC Edition o similares derivados.